# Astroloba congesta
Astroloba congesta là một loài thực vật có hoa trong họ Măng tây. Loài này được (Salm-Dyck) Uitewaal mô tả khoa học đầu tiên năm 1947.